# Апресян, Юрий Дереникович
Ю́рий Дерени́кович Апреся́н (2 февраля 1930, Москва — 12 мая 2024, там же) — советский и российский лингвист, доктор филологических наук, профессор (1991), академик РАН (1992), иностранный член Национальной академии наук Армении. Труды в области лексической семантики, синтаксиса, русской и английской лексикографии, истории лингвистики, машинного перевода и др. Один из разработчиков теории «Смысл ↔ Текст», глава Московской семантической школы. Составитель ряда словарей нового типа русского (а также английского) языка.

## Биография
Юрий Апресян родился в Москве 2 февраля 1930 года в семье деятеля советских органов государственной безопасности Дереника Захаровича Апресяна. Мать — Софья Григорьевна Брауде. Окончил 1-й МГПИИЯ (1953) по специальности «английский язык» и аспирантуру того же института (1956); защитил кандидатскую диссертацию «Фразеологические синонимы в современном английском языке» (1958).
Преподавал в МГПИИЯ (1954—1960), работал младшим научным сотрудником Сектора структурной лингвистики в Институте русского языка АН СССР (1960—1972), откуда был уволен Ф. П. Филиным «как не прошедший переаттестацию» по политическим мотивам (выступления в защиту Синявского и Даниэля, К. И. Бабицкого и других диссидентов). После этого работал в отраслевом институте «Информэлектро» (1972—1985), заведовал группой автоматического перевода. В 1978 году читал спецкурс по семантике на ОСиПЛ филологического факультета МГУ.
Защита докторской диссертации (по книге 1974 года «Лексическая семантика») смогла — также по политическим причинам — состояться только в 1984 году в Минске; самой публикации этой книги власти также пытались воспрепятствовать. С 1985 года работал главным научным сотрудником в академическом Институте проблем передачи информации, где в 1989—1994 годах руководил Лабораторией компьютерной лингвистики. Профессор по специальности «общее языкознание» (1991).
С 1990 года основным местом работы Ю. Д. Апресяна вновь стал Институт русского языка РАН, где он заведовал сектором теоретической семантики (1994—2013), а затем до конца жизни был главным научным сотрудником. В 1990-х годах читал лекции в России (МГУ, спецкурсы по машинному переводу, семантике и системной лексикографии), Австралии (Канберра), США (Лос-Анджелес), Германии (Мюнхен), Австрии (Клагенфурт, Грац). 11 июня 1992 года избран действительным членом РАН по Отделению литературы и языка (языкознание).
Лауреат премии «Лучшая книга года» будапештского издательства «Танкёньвкиадо» за словарь «Русский глагол — венгерский глагол» (совместно с Э. Палл, 1982); медаль «Ветеран труда» (1985); премия Гумбольдта (ФРГ, 1993); почётный профессор Московского университета (1999); доктор honoris causa Университета Святого Климента Охридского с присуждением почётной «Синей ленты» (2005); доктор honoris causa Варшавского университета (2012).
Член Международной лексикографической ассоциации Euralex (с 1988) и её Бюро (1988—1994), член Северо-американского лексикографического общества (с 1992), комиссий по грамматическому строю и аспектологии славянских языков при Международном комитете славистов (с 1995), входил в состав редколлегий журналов «Вопросы языкознания» (с 1989), «Русский язык в научном освещении» (с 2000), «Информационные процессы» (с 2000) и «Вестник Российской академии наук» (с 2018). Член учёных советов ИРЯ РАН и ИППИ РАН; член Бюро ОИФН РАН.
В течение многих лет руководил семинаром «Теоретическая семантика», ставшим одним из главных центров лингвистической жизни Москвы.
Жена — лингвист Марина Яковлевна Гловинская (1936—2022). Дочь Валентина (род. 1970) — лингвист, старший научный сотрудник Института русского языка, профессор НИУ ВШЭ. Двоюродный брат — философ Р. Г. Апресян (род. 1953).
Скончался 12 мая 2024 года на 95-м году жизни. Похоронен на Пыхтинском кладбище.

## Вклад в науку

### Ранние работы
Научные интересы Ю. Д. Апресяна многообразны, но центральной областью его исследований всегда оставалась лексическая семантика. В конце 1950-х годов, когда он только начинал заниматься лингвистикой, эта область считалась «экзотической» и находящейся на периферии исследований языка. Поэтому изучение семантики у Ю. Д. Апресяна начиналось с изучения предшествующей лингвистической традиции и работ по истории лингвистики. Им было написано несколько детальных обзоров по истории семантики и входящая в этот же ряд книга «Идеи и методы современной структурной лингвистики» (1966). Первая книга Ю. Д. Апресяна, сочетавшая подробность и фактическую достоверность с популярностью и увлекательностью изложения, на многие годы стала бестселлером и была переведена на все крупные европейские языки (а по-немецки и по-испански издавалась дважды).
Далее следует период интенсивного погружения в проблематику синтаксической семантики, связанной с получившей тогда известность трансформационной грамматикой. К этому же периоду относится кратковременное сотрудничество Ю. Д. Апресяна с С. К. Шаумяном, начинавшим разрабатывать свою модель «аппликативной грамматики» (одна из версий этой модели подробно описана в книге 1966 года).
Итогом этого периода стала вторая книга Ю. Д. Апресяна — «Экспериментальное исследование семантики русского глагола» (1967), в которой делалась попытка построить детальную классификацию русских глаголов исходя из типов вариативности их моделей управления. Впоследствии сам автор отошёл от идей «синтаксически ориентированной» семантики, развивавшихся в этой книге, и перешёл к комплексному описанию лексических значений слов на основе данных различного типа. Однако многие наблюдения и закономерности, отражённые в этом исследовании, не только сохраняют своё значение и спустя 30 лет, но даже приобретают новую актуальность в связи с развитием таких направлений, как «грамматика конструкций».

### Теория «Смысл ⇔ Текст»
Конец 1960-х — начало 1970-х годов — период интенсивного сотрудничества Ю. Д. Апресяна с создателями теории «Смысл ⇔ Текст» (ТСТ) И. А. Мельчуком и А. К. Жолковским. Ю. Д. Апресян активно участвует в работе по составлению одного из главных компонентов теории — «Толково-комбинаторного словаря», призванного стать словарём нового типа, отражающим прежде всего нетривиальную сочетаемость лексем. Семантика слов в этом словаре описывается в виде развёрнутых формализованных толкований, использующих ограниченный набор единиц; семантически более сложные элементы толкуются через более простые, пока не доходит до использования неразложимых далее элементов — так наз. «семантических примитивов». Эта программа комплексного семантического описания лексики имела ряд общих черт с концепцией польской семантической школы А. Богуславского и А. Вежбицкой, с представителями которой в тот период происходил интенсивный обмен идеями. Обе школы, в частности, считали, что значение языковых единиц соотносится не непосредственно с окружающей действительностью, а с представлениями носителя языка об этой действительности (иногда называемыми концептами). Природа концептов зависит от данной культуры (культурно-специфична); система концептов каждого языка образует так наз. «наивную картину мира», которая во многих деталях может отличаться от «научной» картины мира, являющейся универсальной. Задача семантического анализа лексики и состоит в том, чтобы обнаружить наивную картину мира и описать её основные категории.
Если для Мельчука составление Толково-комбинаторного словаря было интересно прежде всего как средство совершенствования его модели языка, то для Апресяна эта работа стала начальным этапом для осмысления целого ряда важных и плохо исследованных проблем лексической семантики, как то: способы представления лексического значения, описание антонимии и синонимии естественного языка, отражение структуры значений многозначного слова в толковании и др. Результатом исследований этого круга вопросов явилась монография Апресяна «Лексическая семантика» (1974, 2 изд. 1995) — одна из самых значительных лингвистических работ 1970-х годов, ставшая (несмотря на официальный полузапрет и замалчивание) на много лет своеобразным «учебником семантики» для начинающих и одновременно программой исследований на будущее для целого ряда лингвистических коллективов; книга была также переведена на польский и на английский. Хотя монография в очень сильной степени опиралась на идеологию теории «Смысл ↔ Текст» (как, пожалуй, ни одна другая работа Апресяна), её значение далеко выходит за рамки иллюстрации семантической концепции одной частной теории. Во-первых, в этой монографии был представлен детальный обзор мировых семантических исследований нескольких предыдущих десятилетий. Во-вторых, помимо иллюстрации ряда теоретических положений ТСТ, в книге был очень тонко и подробно проанализирован большой массив данных русской лексики, даны примеры толкований разных семантических групп слов, также ставшие образцом для лексикографов. В-третьих, центральная часть книги, затрагивающая проблемы обнаружения и описания различий между синонимами, содержала подробную исследовательскую программу, не входившую в непосредственный замысел создателей ТСТ. Между тем, выполнение этой программы и стало для Апресяна основной задачей последующих исследований.

### Машинный перевод
Однако на пути реализации этой программы исследований в области теоретической семантики и практической лексикографии неожиданно возникли препятствия внешнего характера. После увольнения Апресяна из Института русского языка у него не было возможности продолжать академические исследования — вместо этого ему пришлось заниматься созданием систем англо-русского машинного перевода. Обращение к этой задаче было во многом вынужденным, но, по признанию самого Апресяна, и не лишённым пользы: это позволило увидеть и описать на практике многие сложности, связанные с межъязыковой эквивалентностью. Работа Апресяна над машинным переводом в институте «Информэлектро» и в Институте проблем передачи информации РАН привела к созданию экспериментальной системы ЭТАП (работа над которой продолжается в ИППИ и в настоящее время). В начале 1990-х годов Апресян вновь вернулся к теоретической лексикографии в Институте русского языка.
Следует заметить, что, несмотря на многочисленные сложности и практическую невозможность печататься на родине, Апресян продолжал развивать ТСТ и в 1980-е годы: так, именно в этот период он опубликовал контрастивный русско-венгерский словарь глагольного управления (в соавторстве с Э. Палл) и изданную в Вене небольшую книгу, посвящённую разработке семантического компонента многоуровневой модели языка; в идейном отношении обе эти книги продолжают этап 1970-х годов (хотя и в большей степени связаны с прикладными проблемами, чем «Лексическая семантика»). В книге 1980 года впервые подробно обсуждается высказывавшаяся и раньше идея «интегрального описания языка», при котором словарь и грамматика образуют тесное единство и «настроены» друг на друга, так что грамматические правила формулируются с учётом ограничений, налагаемых словарными свойствами единиц или классов единиц, а в словарном описании указываются те типы грамматических правил, в которых данное слово может участвовать. Эта идея естественным образом вытекает из духа теории «Смысл ↔ Текст», в которой роль лексико-семантического компонента и словарной информации с самого начала была очень велика.
Работа над англо-русским машинным переводом способствовала и активизации ряда прикладных проектов, связанных с английской лексикографией, в которую Апресян, будучи англистом по образованию, также внёс большой вклад. В этой области следует отметить, во-первых, «Англо-русский синонимический словарь», составленный коллективом авторов под руководством Апресяна в 1979 году и с тех пор неоднократно переиздававшийся. В этом небольшом словаре Апресяном был впервые опробован формат синонимического словаря нового типа, где на практике реализуются многие принципы, провозглашённые в «Лексической семантике»; более детально эти принципы будут развиты в дальнейшем, уже в период работы над одноязычными синонимическими словарями русского языка. Под общей редакцией и с участием Ю. Д. Апресяна было подготовлено также несколько переводных двуязычных словарей; финальным этапом этой деятельности стал выход в 1993 году Нового большого англо-русского словаря. В этом словаре разработка словарных статей производилась с учётом достижений современной теоретической и практической лексикографии, он был одним из наиболее полных двуязычных англо-русских словарей в России, в настоящее время не издаётся.

### Синонимический словарь
Начиная с 1990-х годов Апресян практически полностью переходит к лексикографической деятельности. Главным результатом этой работы становится синонимический словарь русского языка — «Новый объяснительный словарь синонимов». Это закономерное продолжение как теоретических исследований Апресяна в области лексической семантики, так и некоторых более ранних практических опытов, в частности упоминавшегося выше англо-русского синонимического словаря.
Однако русский синонимический словарь задумывался как словарь нового типа, подобных которому лексикографическая практика ещё не знала. Для этого издания была разработана подробная схема описания синонимических рядов, где каждый элемент ряда характеризовался с точки зрения семантики, синтаксиса, сочетаемости и других свойств (описание синонимического ряда в словаре занимает несколько страниц убористого шрифта, а не несколько строчек, как это было раньше в традиционных синонимических словарях «школьного» типа). В словаре собрано и обобщено максимальное количество информации о языковом поведении русских синонимов. Во 2-м издании (2004) учтены критические отзывы и внесены многочисленные исправления. В 2004 году за «Новый объяснительный словарь синонимов русского языка» в трёх томах академик был награждён золотой медалью имени В. И. Даля.
Наряду с практической лексикографией Апресян продолжал разрабатывать и семантическую теорию. В 1990—2000-е годы выдвинул гипотезу о существовании элементов семантического метаязыка, которые Апресян предложил называть «кварками» (использовав термин современной физики). Под кварками имеются в виду регулярные смыслы, важные для описания наивной картины мира данного языка, но никогда не «вербализуемые» в этом языке: для их выражения не существует языковых единиц, они лишь входят в состав семантики многих слов языка. Примером кварка является смысл 'стативность', присутствующий в толковании большого числа русских глаголов, важный для описания русской аспектуальной системы, но не имеющий в русском языке формальных средств выражения. Считается, что идея семантических кварков может быть использована в лексической типологии — новой области семантики, бурное развитие которой наблюдается в начале XXI века.
Вкладом учёного в лексикологическую теорию является также его концепция «системной лексикографии», ключевую роль в которой играют предложенные им понятия «лексикографического типа» и «лексикографического портрета»; эти понятия отражают как результаты лексикографической классификации слов по определённым свойствам («тип»), так и результаты выявления индивидуальных особенностей слова («портрет»).

## Общественная позиция
В феврале 2022 подписал открытое письмо российских учёных и научных журналистов с осуждением вторжения России на Украину и призывом вывести российские войска с украинской территории.

## Основные публикации

### Монографии
- Идеи и методы современной структурной лингвистики: (Краткий очерк). — М.: Просвещение, 1966. — 302 с.
- Экспериментальное исследование семантики русского глагола. — М.: Наука, 1967. — 251 с.
- Лексическая семантика: Синонимические средства языка. — М.: Наука, 1974. — 366 с.
- Типы информации для поверхностно-семантического компонента модели «Смысл ↔ Текст». — Wien: Wiener Slawistischer Almanach, 1980.
- Апресян Ю. Д., Богуславский И. М., Иомдин Л. Л. и др. Лингвистическое обеспечение системы ЭТАП-2. — М.: Наука, 1989. — 295 с.
- Апресян Ю. Д., Богуславский И. М., Иомдин Л. Л. и др. Лингвистический процессор для сложных информационных систем. — М.: Наука, 1992. — 256 с.
- Избранные труды. — М.: Языки русской культуры, 1995.
  - Т. I: Лексическая семантика. — VIII, 472 с.
  - Т. II: Интегральное описание языка и системная лексикография. — 767 с.
- Апресян Ю. Д. (ред.). Языковая картина мира и системная лексикография. М.: Языки славянских культур, 2006.
- Исследования по семантике и лексикографии. Т. I: Парадигматика. — М.: Языки славянских культур, 2009. — 567 с.
- Апресян Ю. Д. (ред.). Теоретические проблемы русского синтаксиса: Взаимодействие грамматики и словаря. М.: Языки славянских культур, 2010.

### Словари
- Ю. Д. Апресян и др. Англо-русский синонимический словарь. М.: Русский язык, 1979 (и последующие издания).
- Ю. Д. Апресян, Э. Палл. Русский глагол — венгерский глагол. Управление и сочетаемость. Т. 1—2. Budapest, 1982.
- И. А. Мельчук, А. К. Жолковский, Ю. Д. Апресян и др. Толково-комбинаторный словарь современного русского языка: Опыты семантико-синтаксического описания русской лексики. Wien, 1984.
- Ю. Д. Апресян, Э. М. Медникова и др. Новый большой англо-русский словарь. М.: Русский язык, 1993, т. I—II; М.: Русский язык, 1994, т. III.
- Новый объяснительный словарь синонимов русского языка. / Под рук. Ю. Д. Апресяна. М.: Языки русской культуры. Вып. 1, 1997. Вып. 2, 2000. Вып. 3, 2003.
  - Второе издание, исправленное и дополненное (в одном томе): М.: Языки русской культуры, 2004.
- Ю. Д. Апресян (ред.). Проспект активного словаря русского языка. М.: Языки славянских культур, 2010.
- Активный словарь русского языка. Т. 1—3 / Отв. ред. акад. Ю. Д. Апресян. — М.: Языки славянской культуры, 2014—2017.